# Єррі Воутілайнен
Єррі Воутілайнен (фін. Jerry Voutilainen, нар. 29 березня 1995, Куопіо, Фінляндія) — фінський футболіст, центральний півзахисник клубу «Гонка».

## Ігрова кар'єра

### Клубна
Єррі Воутілайнен народився в місті Куопіо і займатися футболом почав у футбольній щколі місцевого клубу КуПС, куди прийшов у віці 12 - ти років. Свою першу гру у чемпіонаті Фінляндії Воутілайнен зіграв у вересні 2011 року проти стлличного ГІКа.
У 2015 році футболіст перейшов до клубу «Ваасан Паллосеура», де провів п'ять сезонів і з яким пограв у кваліфікації Ліги Європи.
Перед початком сезону 2020 року Воутілайнен  як вільний агент приєднався до клубу Вейккаусліги «Гонка». Контракт було підписано до кінця сезону. В подальшому футболіст продовжив дію контракту.

### Збірна
З 2011 року Єррі Воутілайнен виступав за юнацькі та молодіжну збірні Фінляндії.

## Титули
- Переможець Кубка фінської ліги: 2022
- Чемпіон Фінляндії: 2024
- Переможець Кубка Фінляндії: 2024